# 4,4'-ビピリジン
4,4'-ビピリジン(4,4′-Bipyridine)は、化学式(C5H4N)2の有機化合物である。ビピリジンのいくつかの異性体の1つである。無色の固体で、有機溶媒に可溶である。パラコートとして知られる、N,N'-ジメチル-4,4'-ビピリジン([(C5H4NCH3)2]2+)の前駆体として主に用いられる。

## 歴史
4,4'-ビピリジンは、スコットランドの化学者トーマス・アンダーソンにより、ピリジンと金属ナトリウムを加熱することで、1868年に初めて得られた。しかし、アンダーソンの実験式は誤っていた。正しい実験式及び分子式は、1882年にオーストリアの化学者フーゴ・ヴァイデルとその教え子のM.ルッソが決定した。ヴァイデルらはパラコートとして知られる1,1'-ジメチル-4,4'-ビピリジニウムジヨージドも合成している。

## 利用
4,4'-ビピリジンは、広く用いられる除草剤であるパラコートの合成の中間体である。この過程で、ピリジンはカップリング反応により酸化され、続くジメチル化によりパラコートとなる。
。

## 反応
クロロトリメチルシランの存在下で、4,4'-ビピリジンを還元すると、還元剤のN,N'-ビス(トリメチルシリル)-4,4'-ビピリジニリデンが生成する。
NC
5H
4C
5H
4N  +  2 Li  +  2 Me
3SiCl   →   Me
3SiNC
5H
4C
5H
4NSiMe
3  +  2 LiCl
赤色のシリル化誘導体は、salt-free還元に用いられる。
様々な種類の配位高分子を形成する。